# Торфові машини і комплекси

Торфові машини і комплекси (рос. торфяные машины и комплексы, англ. peat machines and complexes; нім. Torfstechmaschinen f  pl und Ausrüstungen) — машини для торфодобування і пов'язаних з ним процесів підготовки торфових родовищ, навантаження, сушіння і транспортування торфу. До торфових машин належать фрезерні барабани, пневматичні комбайни, багатоковшеві екскаватори, землерийні машини, машини для корчування пеньків, підйомні крани, тракторні навантажувачі, торфоперевантажувачі тощо.
Навантажувальні машини торфові призначені для навантажування торфу в транспортні засоби. За способом навантажування поділяються на машини періодичної (вантажні крани торфові і гідравлічні навантажувачі) і безперервної (вантажна машина торфова) дії. Продуктивність до 270—280 м3/год.